# 大苞矮泽芹
大苞矮泽芹（学名：Chamaesium spatuliferum）是伞形科矮泽芹属的植物，为中国的特有植物。分布在中国大陆的西藏、云南等地，生长于海拔3,540米至4,500米的地区，一般生于山坡或河边草地，目前尚未由人工引种栽培。

## 异名
- Chamaesium spatuliferum (W. W. Smith) Norman var. minor Shan et S. L. Liou